# Османски турски език
Османският турски език (на османски турски: لسان عثمانی, lisân-ı Osmânî, на турски: Osmanlıca или Osmanlı Türkçesi), наричан още османо-турски или само османски, е официален език в Османската империя, принадлежи към огузката подгрупа на тюркските езици.
Въпреки че османският език в основата си е турски език неговата лексика се е състояла от около 70% арабски и персийски заемки, като по-голямата част от арабските заемки (както и в другите тюркски езици) са влезли в османския език през персийски. Освен това в османския турски език са се използвали отделни арабски и персийски граматически конструкции, поради които към средата на 19 век османският език започнал много силно да се отличава от разговорните турски диалекти, като същевременно им е оказвал влияние. Османският турски език е използвал арабската азбука с някои модификации, общи с персийската писменост.
Към средата на 19 век, след въвеждането на Танзимата, започва да се оформя така нареченият новоосмански език, който стои по-близко до разговорната реч и съдържа много заемки от западноевропейските езици.
След образуването на Турската светска република през 1924 година е кодифициран съвременният турски литературен език, на основата на латиницата (1928), и османският турски език излязъл от употреба. Ататюрк учредява Турското езиково дружество, което имало за задача да замени арабските и персийски заемки с нови турски еквиваленти. Фондацията успява да замени няколко стотици арабски думи, които сега се считат за отживели.
Съвременният турски език е създаден в началото на 20 век по пътя на кодифицирането на народните разговорни диалекти в Анадола и по този начин не е пряк продължител на османския турски език, въпреки че около четири столетия османската писмена традиция им е оказала силно влияние. Една от основните разлики на съвременния турски език от османския е широкото използване на тюркски неологизми вместо арабо-персийските заемки – в турския език те съставляват около 20% срещу 70% в османския турски), а също така и по-малкото количество сложни думи.

## Примери за разлики в лексикологията между османски турски и съвременния турски език
| Български | Османски турски | Съвременен турски |
| --------- | --------------- | ----------------- |
| необходим | واجب vâcib      | gerekli           |
| трудност  | مشکل müşkül     | güçlük, zorluk    |
| град      | شهر şehir       | kent              |